# Possession
"Possession" b/w "Evil Temptation" je vzácný singl skupiny Iron Butterfly, nahraný mezi roky 1967 a 1968, z neznámých důvodů byl vydán až v roce 1970. První strana je Possession, je to stejná skladba jako na jejich předchozím singlu "Don't Look Down on Me". Na druhé straně je Evil Temptation.

## Seznam skladeb
- Possession (Doug Ingle) – 2:41
- Evil Temptation (Iron Butterfly) – 2:28

## Sestava
- Doug Ingle – Klávesy, zpěv na "Possession"
- Darryl DeLoach – Daprovodný zpěv, tamburína na "Possession"
- Danny Weis – Kytara na "Possession"
- Jerry Penrod – Baskytara na "Possession"
- Ron Bushy – Bicí na "Possession"
- Erik Brann – Kytara na "Evil Temptation"